# Meikel Schönweitz
Meikel Schönweitz (Geinsheim, 1980. február 5. –) a német U17-es labdarúgó-válogatott edzője.

## Sikerei, díjai
- Mainz 05 U17
  - Meister B-Junioren Bundesliga Süd/Südwest: 2013-14